# Aechmea triangularis
Espèce
Classification phylogénétique
Aechmea triangularis est une espèce de plantes de la famille des Bromeliaceae, endémique de la forêt atlantique (mata atlântica en portugais) au Brésil.

## Synonymes
- Macrochordion triangularis (L.B.Sm.) L.B.Sm. & W.J.Kress[1].

## Distribution
L'espèce est endémique de l'État d'Espírito Santo au Brésil.

## Description
L'espèce est épiphyte.